# Lidernagölen
Lidernagölen är en sjö i Sävsjö kommun i Småland och ingår i Emåns huvudavrinningsområde. Sjön har en area på 0,0432 kvadratkilometer och ligger 237 meter över havet.

## Delavrinningsområde
Lidernagölen ingår i det delavrinningsområde (635740-144074) som SMHI kallar för Mynnar i Emån. Medelhöjden är 240 meter över havet och ytan är 40,04 kvadratkilometer. Det finns inga delavrinningsområden uppströms utan avrinningsområdet är högsta punkten. Lillån som avvattnar avrinningsområdet har biflödesordning 3, vilket innebär att vattnet flödar genom totalt 3 vattendrag innan det når havet efter 193 kilometer. Delavrinningsområdet består mestadels av skog (64 procent), öppen mark (10 procent) och jordbruk (17 procent). Avrinningsområdet har 0,34 kvadratkilometer vattenytor vilket ger det en sjöprocent på 0,8 procent.